# Ambodivoara
Ambodivoara är en ort i Madagaskar.   Den ligger i regionen Sava, i den nordöstra delen av landet, 600 km nordost om huvudstaden Antananarivo. Ambodivoara ligger 43 meter över havet och antalet invånare är 10 000.
Terrängen runt Ambodivoara är platt åt nordost, men åt sydväst är den kuperad. Runt Ambodivoara är det ganska tätbefolkat, med 83 invånare per kvadratkilometer. Det finns inga andra samhällen i närheten. I omgivningarna runt Ambodivoara växer i huvudsak städsegrön lövskog.